# HLD 62
De HLD 62/63 is een Belgische locomotief met dieselelektrische aandrijving uit de jaren 1960. Er zijn tussen 1961 en 1966 in totaal 136 exemplaren geleverd. Ze werden gebruikt ter vervanging van de laatste stoomlocomotieven, op lijnen waar geen bovenleiding was. Tot 2001-2002 reden de locomotieven nog met M2-rijtuigen op de niet-geëlektrificeerde lijnen. Bekende lijnen waar de HLD 62/63 reed zijn Antwerpen-Neerpelt (spoorlijn 15), Geraardsbergen - Gent-Sint-Pieters (lijn 122) en Gent-Oudenaarde. Ze reden zowel met reizigers- als goederentreinen.
In 2007 zijn ze buiten dienst gesteld door de NMBS bij de indienstname van de motorstellen type 41. In de goederendienst werd reeks 62 vervangen door reeks 77. Veel locomotieven zijn overgedragen aan infrastructuurbeheerder Infrabel. Een paar locomtieven van dit type, hernummerd in de 6700-serie, waren in gebruik bij de Nederlandse goederenvervoerder ACTS. De ex-ACTS 6702 (NMBS 6325) rijdt nu bij RailReLease rond in het oranje-wit. De ACTS 6703 en 6705 (NMBS 6391 en 6393) rijden voor RailExperts. De ACTS-loc 6701 is in maart 2020 gesloopt. De 6302 werd na een ongeval in 2004 terug hersteld en verkocht aan Venezuela.
Enkele locomotieven van de HLD 62/63- (tot 2013) en HLD 55-reeks worden nog steeds gebruikt bij de NMBS om defecte hst-treinen weg te slepen. Ze worden ook gebruikt bij Infrabel en TUC Rail (werktreinen en transport van rails en ballaststenen). TUC Rail bezit momenteel de 6244, 6249, 6250, 6278, 6282, 6296 en 6315.
De 6221, 6233, 6247, 6285, 6303 en 6311 hebben andere zijramen in de stuurpost gekregen, bestaande uit slechts twee delen in plaats van drie.
63 locomotieven, nl. 6201, 6204-6206, 6208-6209, 6211, 6218, 6220-6221, 6224-6227, 6230, 6232-6235, 6239-6240, 6245, 6248, 6252, 6258-6259, 6265, 6268-6273, 6276-6277, 6279-6281, 6284, 6286-6287, 6290, 6293, 6294, 6298, 6300, 6301, 6303, 6307, 6308, 6310, 6313-6314, 6318, 6321-6322, 6324, 6326-6327, 6332, 6333 en 6392 zijn gesloopt. De 6215, 6264 (met ERMTS) en 6311 staan sinds 2016 "In Park" en ook de 6274 van Kinkempois bij Luik werd in 2018 "in park" gesteld.

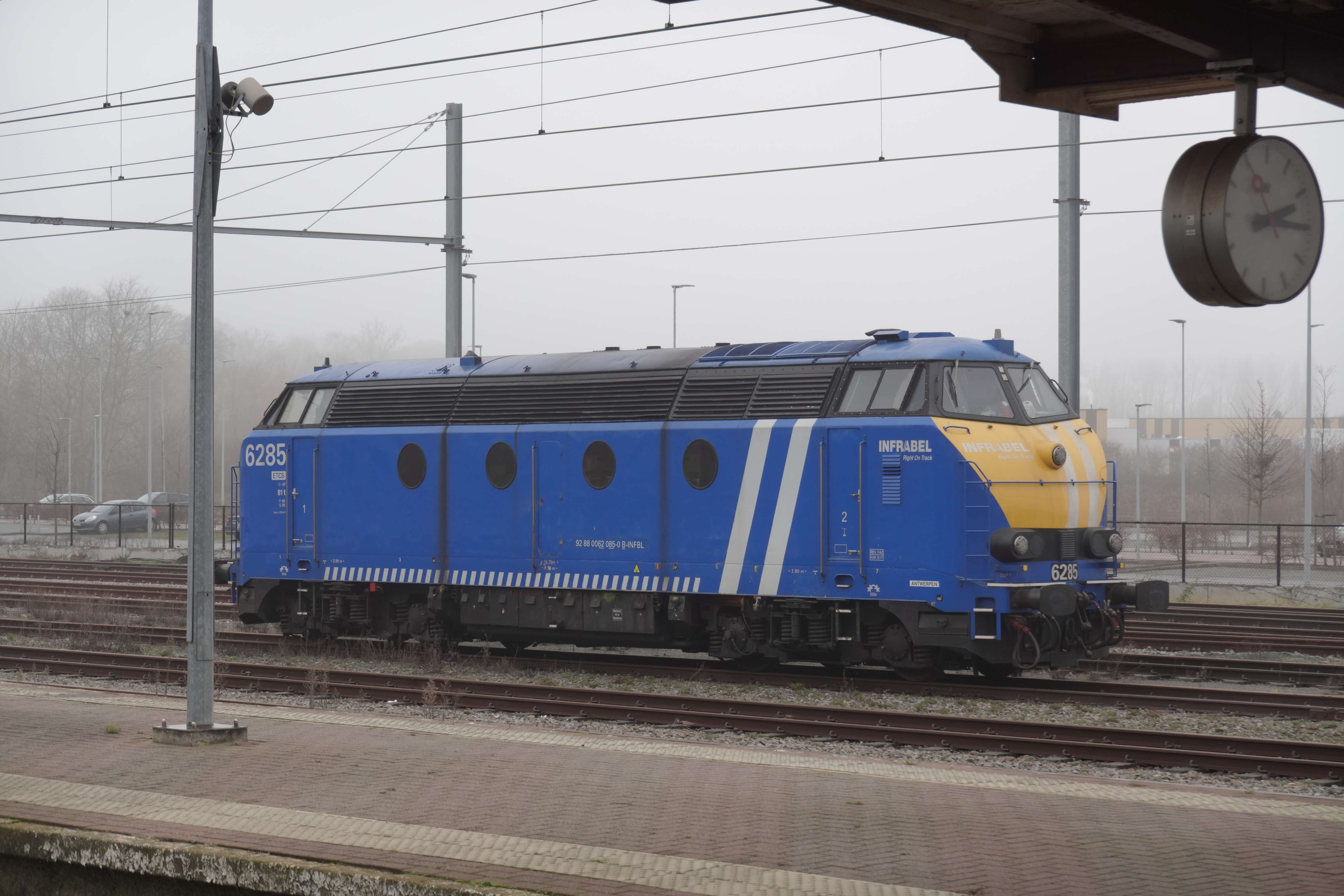
HLD 62 in Infrabel-kleuren

Vanaf 2011 worden de locomotieven in de blauwe kleur van Infrabel herschilderd. De 6202, 6207, 6210, 6212, 6213, 6214, 6216, 6217, 6222, 6223, 6228, 6229, 6231, 6236, 6237, 6238, 6241, 6242, 6243, 6244, 6246, 6249, 6250, 6251, 6253, 6254, 6255, 6256, 6257, 6260, 6261, 6262, 6263, 6267, 6275, 6278, 6282, 6283, 6285, 6288, 6291, 6295, 6296, 6297, 6299, 6304, 6309, 6312, 6315, 6316, 6317, 6319, 6320, 6323, 6329, 6330 en 6331. De laatste, de 6305 van Kinkempois werd begin 2023 in de oorspronkelijke groene kleuren herschilderd en gemuteerd naar Melle bij Gent. In totaal zijn dus 58 exemplaren voor Infrabel gereviseerd en zijn er nog een negen geel-groene, vooral sinds 2022-2024 buiten dienst gesteld (nl. 6203, 6215, 6247, 6264, 6274, 6292, 6306, 6311 en 6328). De laatste geel/groene, de 6328 van de stelplaats Charleroi-Sud, werd in het najaar 2022 “in park” geplaatst.

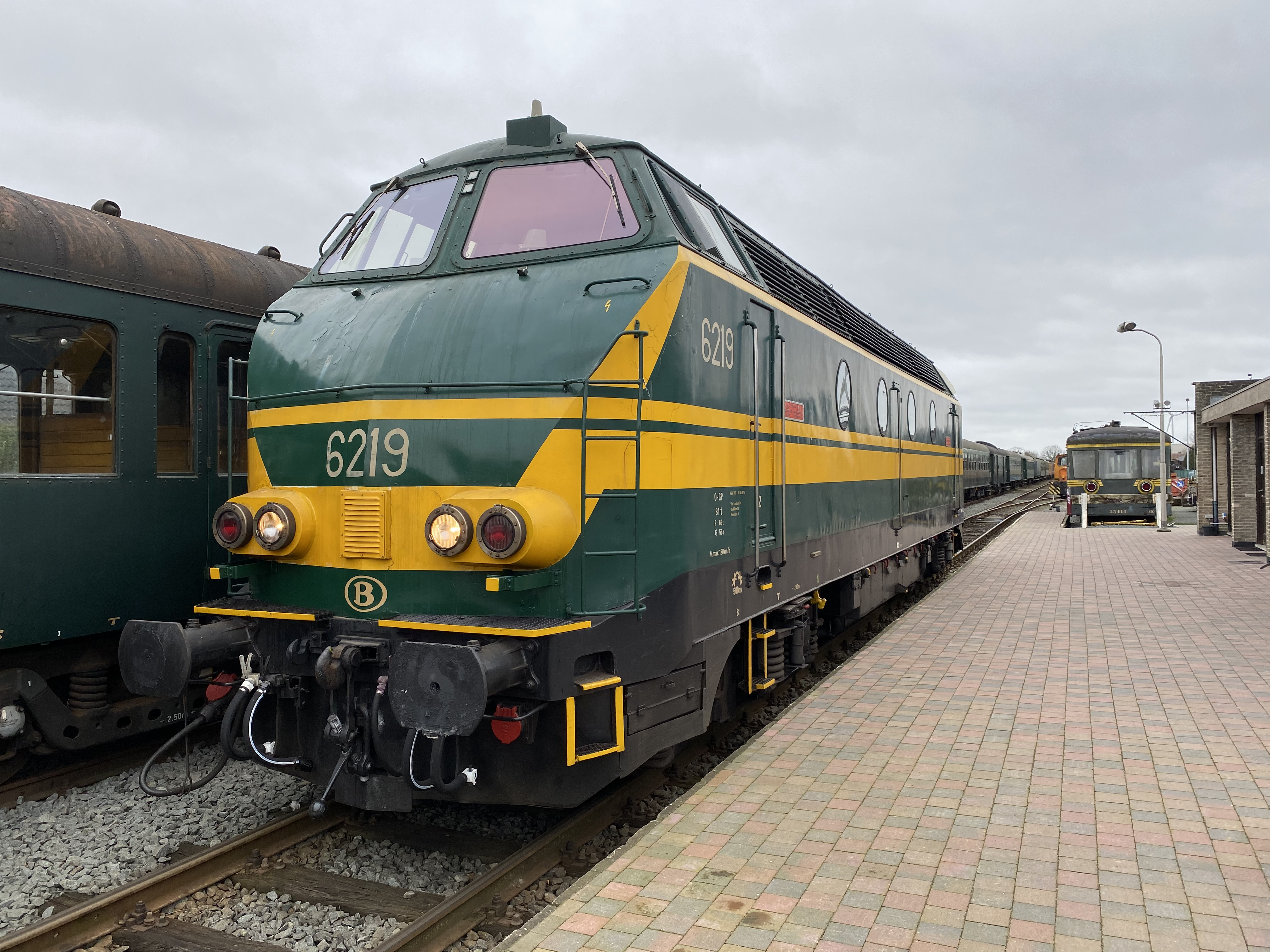
HLD 6219 te Baasrode-Noord

De laatste groene HLD 62/63, de 6219 van Merelbeke, werd in 2015 door enkele actieve spoorwegbedienden (Infrabel Gent Zeehaven en NMBS CW Mechelen) weer herschilderd in het "groen 1970". Eind 2018 ging deze locomotief definitief buiten dienst. In 2023 is de 6219 in bruikleen gegeven aan Stoomtrein Dendermonde-Puurs voor museale doeleinden.
De 6306 werd door de NMBS eerst bewaard voor het museum, maar in 2015 werd hiervan afgezien. De groene 6289 wordt bewaard door TSP en wordt momenteel in Saint-Ghislain gerestaureerd. De 6266, eveneens van TSP, diende als onderdelenleverancier en werd in 2017 in Saint-Ghislain verschroot.

## TBL2 en ERTMS

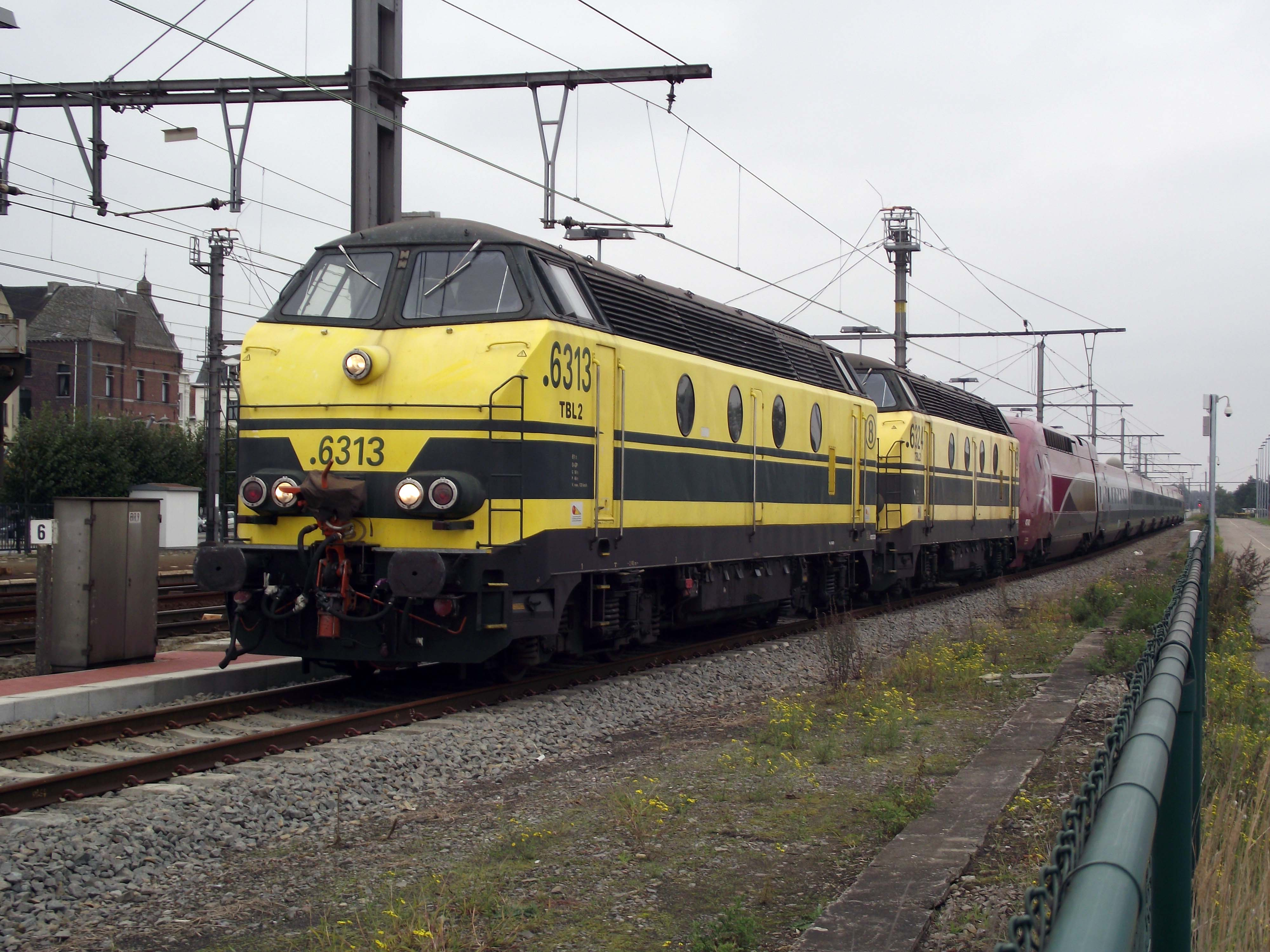
TBL2-locs 6313 en 6324 die een Thalys slepen

Voor het onderhoud van de HSL 2 waren vier locomotieven aangepast met het TBL 2-beveiligingssysteem en uitgerust met speciale koppelingen om defecte hogesnelheidstreinen te kunnen wegslepen. Het betrof 6225, 6227, 6313 en 6324, die in Leuven geparkeerd stonden. Ze werden in 2014 buiten dienst gesteld en in de loop der jaren verschroot. Tijdens de aanleg van HSL 4 (en in Nederland HSL-Zuid) werd de 6264 uitgerust met het European rail traffic management system (ERTMS). Deze werd in 2011 (?) in park geplaatst en staat buiten in Salzinnes.
De evacuatie van de hogesnelheidstreinen op HSL 2 is in 2014 overgenomen door de HLE 18. Door middel van een speciale hulpkoppeling kunnen zij dan defecte hst's wegslepen.